# 2007 McCuskey
2007 McCuskey è un asteroide della fascia principale del diametro medio di circa 21,88 km. Scoperto nel 1963, presenta un'orbita caratterizzata da un semiasse maggiore pari a 2,3843902 au e da un'eccentricità di 0,1148032, inclinata di 3,04140° rispetto all'eclittica.
L'asteroide è dedicato all'astronomo Sidney W. McCuskey.
Con diciassette diverse designazioni provvisorie è, al pari di 2264 Sabrina e 2271 Kiso e dopo 1723 Klemola, il secondo asteroide che ne ha il maggior numero.